# Jupiter Laughs

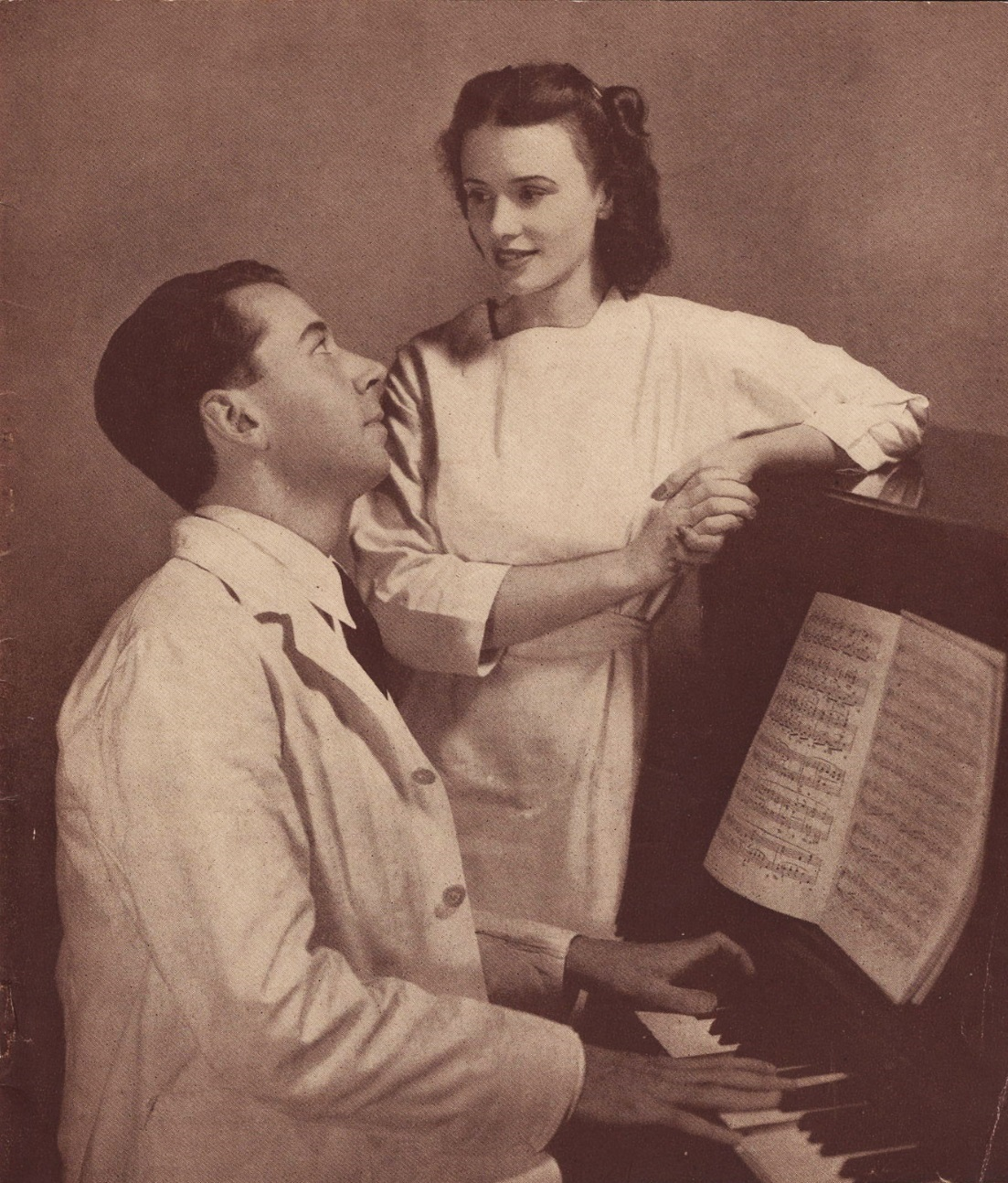
Alexander Knox and Jessica Tandy in the A. J. Cronin's 1940 play Jupiter Laughs

Jupiter Laughs (em português, Os Deuses Riem) é uma peça de teatro escrita pelo autor escocês Archibald Joseph Cronin em 1940.
É uma peça teatral humorística, em que Cronin conta a história de uma família cujo pai é um médico confuso e negligente na profissão.
1. ↑  «Dr Cronin's First Play - "Jupiter Laughs" at the King's: James Mason's Fine Performance». The Glasgow Herald. 5 de março de 1940. Consultado em 14 de junho de 2023